# Suevia Films

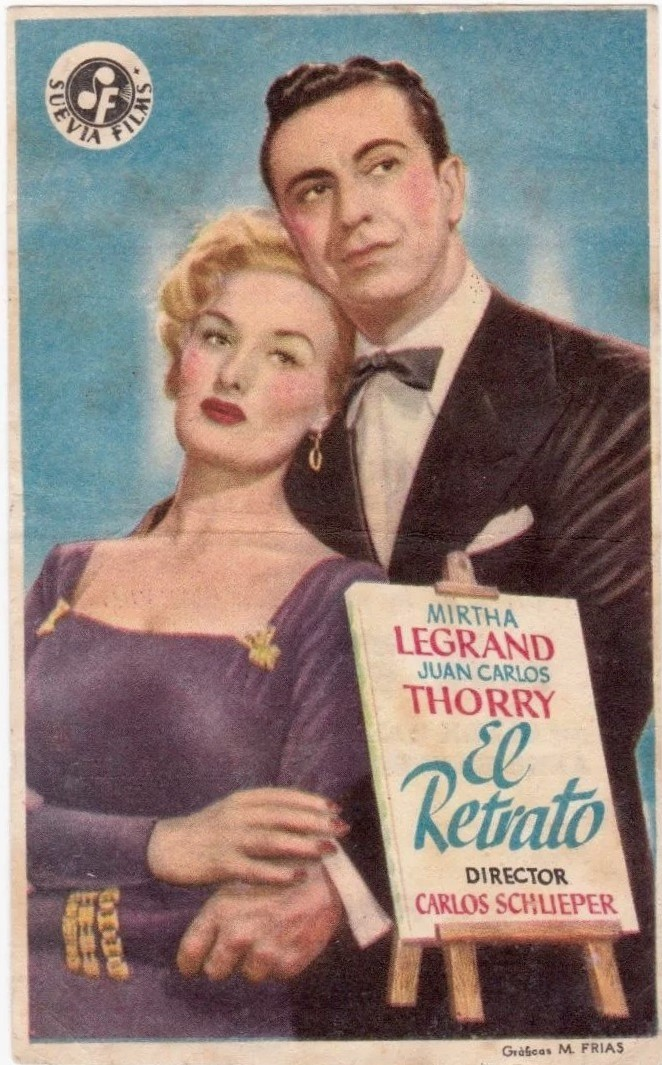
Mirtha Legrand y Juan Carlos Thorry en El Retrato, 1947. Suevia Films

Suevia Films fue una sociedad productora y distribuidora cinematográfica española, dirigida y propiedad de Cesáreo González. Fue la empresa más prolífica de la producción en el cine español durante el franquismo, después de la caída de Cifesa.
Fue fundada en 1940 por el empresario Cesáreo González junto a su hermano Arturo González y llegó a ser una de las mayores productoras españolas de los años cincuenta y sesenta del siglo XX en España. Su primera película fue Polizón a bordo, que constituyó una gran éxito de público. Entre 1941 y 1967 llegó a producir más de 130 películas, lo que supone una media de cinco películas cada año.

En la década de 1950 llegó su eclosión, con la creación de un sistema de grandes estrellas propio, basado en el fichaje en exclusiva de actrices muy populares como Lola Flores (a la que contrató en 1951 para cinco películas y por lo que "La Faraona" recibió seis millones de pesetas), Sara Montiel, Carmen Sevilla, Paquita Rico (a la que contrató en 1953), Marisol o el cantante Joselito, acompañado de espectaculares estrenos arropados con sus figuras estelares. Así mismo, la empresa consolidó una política de coproducciones que le abrió el mercado latinoamericano.
Suevia Films produjo varias películas destacadas de la historia del cine español, como La calle sin sol de Rafael Gil (1948) o Muerte de un ciclista (1955) de Juan Antonio Bardem, además de su abundante producción de consumo más efímero. Cesáreo González murió en 1968 y en los años ochenta la sociedad abandonó definitivamente la producción cinematográfica.
En 1999 se constituyó una nueva Suevia Films dedicada a la producción y distribución videográfica, sin vinculación con la antigua productora de Cesáreo González.

## Películas producidas
- Polizón a bordo (1940)
- El abanderado (1943)
- El rey de las finanzas (1944)
- Bambú (1945)
- El crimen de Pepe Conde (1946)
- La pródiga (1946)
- Mar abierto (1946)
- La nao Capitana (1947)
- La dama del armiño (1947)
- La fe (1947)
- Reina santa (1947)
- La calle sin sol (1948)
- ¡Olé torero! (1948)
- Mare Nostrum (1948)
- Botón de ancla (1948)
- Una mujer cualquiera (1949)
- Sabela de Cambados (1949)
- Yo no soy la Mata Hari (1950)
- Teatro Apolo (1950)
- La señora de Fátima (1951)
- La niña de la venta (1951)
- Maldición gitana (1953)
- Gitana tenías que ser (1953)
- El seductor de Granada (1953)
- ¡Ay, pena, penita, pena! (1953)
- El pórtico de la gloria (1953)
- La alegre caravana (1953)
- Nadie lo sabrá (1953)
- ¡Che, qué loco! (1953)
- Siempre Carmen (1953)
- Camelia (1953)
- La bella Otero (1954)
- Morena Clara (1954)
- Los peces rojos (1955)
- La otra vida del capitán Contreras (1955)
- Muerte de un ciclista (1955)
- Historias de la radio (1955).
- La Faraona (1955).
- Limosna de amores (1955).
- Fedra (1956).
- Faustina (1956).
- Calle Mayor (1956)
- El pequeño ruiseñor (1956)
- La guerra empieza en Cuba (1957)
- El ruiseñor de las cumbres (1958)
- Échame la culpa (1959)
- La venganza (1958)
- Saeta del ruiseñor (1959)
- Carmen la de Ronda (1959)
- Escucha mi canción (1959)
- Aventuras de Joselito y Pulgarcito (1960)
- Mi último tango (1960)
- Los diente del diablo (1960)
- El indulto (1961)
- Ha llegado un ángel (1961)
- El balcón de la luna (1962)
- Tierra de todos (1962)
- El caballo blanco (1962)
- La reina del Chantecler (1963)
- Chantaje a un torero (1963)
- La verbena de la Paloma (1963)
- La nueva vida de Pedrito Andía (1965)
- Los pianos mecánicos (1965)
- Amor en el aire (1967)
- Del amor y otras soledades (1969)
- ¡Vivan los novios! (1970)